# Eduard Rauch
Eduard Rauch (* 3. März 1900 in Kleinmünchen bei Linz; † 20. Juli 1979 in Gmunden) war ein oberösterreichischer Politiker (ÖVP) und Volksschullehrer.  Er war von 1959 bis 1967 Abgeordneter zum Oberösterreichischen Landtag und hatte von 1961 bis 1967 das Amt des Dritten Landtagspräsidenten inne.

## Ausbildung und Beruf
Rauch absolvierte die Volksschule in Kleinmünchen und die Bürgerschule in Waldegg, bevor er an die Katholische Lehrerbildungsanstalt in Linz wechselte und dort 1919 die Matura absolvierte. Er war in der Folge kurzfristig als Lehrer in Steyr tätig, war danach arbeitslos und schlug sich als Schreibkraft im Gemeindeamt Kleinmünchen durch. 1920 erhielt er eine Anstellung als Bezirksaushilfslehrer für den Bezirk Linz-Land, ab 1922 war er Lehrer und definitiver Lehrer in Kirchberg bei Linz, Niederneukirchen und Windischgarsten. 1938 wurde er aus politischen Gründen aus dem Schuldienst entlassen und an die einklassige Schule nach Linden versetzt. Er diente dreieinhalb Jahre im Zweiten Weltkrieg und wurde am 6. Mai 1945 von den US-Truppen in Gefangenschaft genommen. Nach seiner Entlassung im August 1945 wurde er wieder in der Schule in Linden eingesetzt und danach im Rahmen der Wiedergutmachung zum Direktor der Volksschule Windischgarsten befördert. Er war in dieser Funktion bis zu seinem Ruhestand 1965 tätig.

## Politik
Rauch war innerparteilich von 1945 bis 1970 als Obmann der ÖVP-Windischgartsen aktiv und vertrat seine Partei zwischen 1949 und 1967 als Mitglied im Gemeindevorstand von Windischgarsten. Er war zudem von 1955 bis 1969 Bezirksobmann des Österreichischen Arbeiter- und Angestelltenbundes und wurde am 23. September 1959 als Abgeordneter zum Landtag angelobt. Er blieb bis 16. November 1967 in dieser Funktion und war ab 17. November 1961 Dritter Landtagspräsident. 

## Privates
Eduard Rauch wurde als Sohn des Webmeisters Johann Rauch und seiner Frau Julia, geborene Reif, geboren, wobei sein Vater christlichsozialer Abgeordneter zum Oberösterreichischen Landtag gewesen war. Er wuchs als fünftes von zehn Kindern auf. Eduard Reich heiratete 1930 Eugenie Pointner, die ihm drei Kinder schenkte und 1959 plötzlich verstarb. Er war in der Folge ab 1965 in zweiter Ehe mit Maria Anna Ramerstorfer verheiratet.

## Auszeichnungen
- Großes Goldenes Ehrenzeichen für Verdienste um die Republik Österreich